# فوبورغ
فبورغ آن در دانوب (بالألمانية: Vohburg) هي بلدة ألمانية تقع في Pfaffenhofen في ألمانيا. يقدر عدد سكانها بـ 7,051 نسمة .

## المدن التوأمة
مدينة Clermont هي مدينة توأمة لـفبورغ آن در دانوب.